# Lésigny, Seine-et-Marne
Lésigny là một xã ở tỉnh Seine-et-Marne, thuộc vùng Île-de-France ở miền bắc nước Pháp.

## Dân số
Người dân ở đây được gọi là Lésigniens.
Dân số năm 2004, xã này có dân số là 8.832.

## Sister cities
- Leingarten, Đức, since 1975.
- Asola, Ý, since 2004.